# Guió radiofònic
Un guió radiofònic és l'eina que permet planificar un programa de ràdio i serveix especialment per tenir registre de tot el material sonor que serà necessari per a la realització del programa. Doncs, en el guió radiofònic s'hi detallen i es destaquen tots aquells passos i detalls que tenen a veure amb el programa en qüestió i, en funció del tipus de programa, es necessitarà d'una major o menor exhaustivitat, és a dir, si el que es vol al programa és la improvisació, segurament, el guió serà més un esquema general i no contindrà tantes dades.
Primer s'ha de crear el projecte, definir quin tipus de programa serà, és a dir, noticiari, revista, musical, reportatge etc. també quant durarà, el target o públic al qual va dirigit, continguts i altres especificacions. Després, s'ha de fer un guió i una ordre d'edició o escaleta.

## Vocabulari bàsic
- Locutor (a): són les persones que llegeixen el text al programa (poden ser més d'una locutor o locutora). Es posen els noms dels personatges, en espais dramatitzats, o bé les inicials dels propis locutors.
- Cortineta: Música que divideix les seccions del programa.
- Parlament: Part del text destinada a l'emissió, amb les veus dels locutors.
- Peu: Final d'una intervenció. S'ha de respectar sempre els peus o, en cas de necessitat, avisar prèviament a control que es canviarà. El peu és el que dona pas al següent element en l'enregistrament o directe i és essencial que el control ho conegui amb exactitud.
- Text: Tot allò que apareix escrit en el guió per donar indicacions als locutors a fi que sàpiguen quan han de parlar
- Indicacions: Instruccions, ordres.
- Control: Tècnic, especialista, presa de control i so, disc, etc. en el qual està gravat el so que s'utilitzarà en el programa.
- Referència : Dades pertinents del so que es demana:
- # «Suport»
- # Títol, intèrpret, número d'identificació o contingut que distingeixi a aquest suport.

El més important és saber de quin suport s'està tractant i diferenciar-lo de la resta de suports possibles. Dels discos preparats, n'entra un d'específic, i no un altre, en un moment específic. El mateix passa amb els altres suports. Quan s'utilitza un nombre d'identificació –per exemple, nombre de sèrie en la classificació d'un arxiu–, la dada del títol del disc dona menor seguretat: la xifra i el títol han de coincidir. En cas de discrepància, el control optarà sempre pel títol. No obstant això, és preferible no limitar la informació a aquest, quan el nombre de referència existeix, ja que pot existir més d'una obra amb el mateix títol i el nombre gaudeix d'una major facilitat i rapidesa per trobar-lo.
1. Cara, en el cas dels discos convencionals o als cassets.
2. Tall, si n'hi hagués o títol del mateix, que identifiqui la part determinada del suport que volem utilitzar.

- Entrar: Intervenir control o LOC. l'emissió.
- Punxar: Introduir a l'emissió o enregistrament una nova font de so (LOC., CINTA, DISC, CONNEXIÓ, etc.).
- Donar «micro»: Obrir regleta, perquè el LOC. pugui intervenir en l'emissió, quan cregui oportú.
- Regleta: Comandament amb el qual es dona pas a una font de so.
- Aguantar: Mantenir un so en el pla en el qual està, o en el qual s'especifiqui, fins al moment que s'indiqui.
- Mantenir: Aguantar.
- Pla: Relació de PRESÈNCIA de la VEU (o un altre so) respecte del NIVELL GENERAL d'enregistrament o directe.
- Fons (o F.) So d'acompanyament que es manté per sota dels plànols principals.
- PP. i F.: Entra en PRIMER pla i llavors passa a fons.
- F. i PP.: Passa de FONS a PRIMER pla.
- Entra en F.: Apareix com a FONS de l'emissió.
- Ràfega: Irrupció breu, en el plànol que s'indiqui, d'un so continuat.
- Esvair: Perdre el que està sonant.
- Perdre: Esvair.
- Tallar: Perdre el so que està sonant bruscament.
- Tallar: Perdre bruscament, sobre SO posterior, que s'indiqui.
- Fondre: Esvair un SO sobre un altre que entra (després, en algun moment del FOS, tots dos sons estan presents). O també, si s'especifica així, afegir a un SO present en l'emissió un altre/s, que entrarà/n en el punt indicat i mantenir-lo/s a l'una, en el pla que s'assenyali per a cadascun, fins al moment en el qual es vulgui.
- Fosos: Resultat de l'acte de FONDRE. Dos o més SONS que es produeixen a l'una, en el plànol indicat per a cadascun d'ells.
- Entrar fosos: Entren en emissió, a l'una i en el/els pla/s que s'indiqui per a cadascun d'ells, els sons als quals es refereix la indicació.
- Encadenar: Realitzar un o diversos fosos consecutius.
- «A Senyal»
  - Per a control: seguir les indicacions gestuals de LOC.
  - Per als locutors: seguir les indicacions gestuals del Realitzador o del control.
- Ressò: Normalment, càmera; reverberació per al so al qual es refereix.
- Filtrar: Referit, en general, a tractar el so (tallant greus, aguts, etc.) per aplicar-li una textura diferent, artificial.
- Continuïtat
  - Successió temporal de la programació.
  - Control des del qual s'efectua l'emissió.
  - Successió temporal d'un programa.
  - En un guió:
    - El text que conforma el lligam (l'esquelet) d'aquest guió i que no es pot identificar amb cap "secció" determinada o part diferenciada del mateix.
    - Conjunt de les seccions, parts i elements del guió, considerat com un tot.
- Emetre: Treure la programació a l'aire. Parlar (emetre veu).
- «A l'aire»: En emissió: el que es diu (escolta) és el que està sent emès; tot allò que s'envia directament als receptors.
- Projectar: Emetre la veu des d'una distància més llarga del micròfon, però donant-li cos.
- Editar: Separar els talls d'una cinta, distingint-los per mitjà de cinta neutra, d'un color diferent.
- Cinta neutra: Cinta en la qual no es pot gravar so i que serveix només com a separació entre els talls i per a principi i final dels enregistraments.
- Document: Element pregravat (cinta, disc, etc.) que s'utilitzarà al programa.
- Pausa: Silenci.
- Pausa valorativa: Silenci que es marca per donar major importància al que segueix.
- Programar: Incloure un element qualsevol en l'emissió o enregistrament.
- Enregistrament: Lloc físic i moment en el qual es produeix un enregistrament; i resultat d'aquest.
- «Directe»: Allò que s'emet al mateix moment en què s'està produint. Lloc físic o moment de l'emissió.
- «Crestes»: Parts fortes en una seqüència sonora (disc, etc.).
- En buit sense fons: Veu nua.

## Estructura del guió
- Sintonia: Nota o successió de notes musicals –o altres sons– que per si sola situa un espai radiofònic, i que permet a l'espectador saber, amb una sola audició, què ha SINTONITZAT. La sintonia serà una seqüència molt breu, després de la qual sol facilitar-se el títol del programa o el nom de l'emissora o d'allò que es pretén identificar. També es denomina sintonia al matalàs musical, sempre el mateix, que vindrà a continuació del títol del programa, o que apareixerà sol. La sintonia de programa pot encapçalar-lo –o no– (convé, no obstant això, que aparegui en els primers minuts d'emissió) i es pot repetir en diverses ocasions al llarg del mateix programa.
- Careta: La careta no és sinó una sintonia –a la qual pot englobar– més elaborada, amb crèdits o títols fixos i que pot incloure altres textos –introducció temàtica, declaració d'intencions, entrades, etc.–, també fixos. Importa que la música, tant de sintonies com de caretes, no s'associï amb altres noms diferents del programa –o seccions– dels quals es tracti, a no ser que d'aquests motius tracti l'emissió. Interessa, a més, que no sigui una música massa popular ni excessivament sentida. Una «peça» que hagi aconseguit àmplia difusió en els mitjans corre, així mateix, el perill que l'oïdor estableixi relacions del tot alienes al propòsit del programa. Lògicament, cal defugir de la música cantada.
- Indicatiu: Intervenció molt breu (només títols, noms) que recorda a l'espectador el programa o l'emissora que està escoltant, o ambdues coses. Pot incloure sintonies o ràfegues musicals, o no incloure-les. Sovint va seguit d'horàries (informació de l'hora exacta).
- Entradeta: Intervenció breu en la qual el locutor presenta el programa (o la secció) que vindrà a continuació; o, senzillament el/la presenta.
- Seccions: Cadascuna de les parts diferenciades en les quals, sense formar part de la continuïtat, es pot dividir un programa.
- Sketch o escena: Seccions dramatitzades que il·lustren un determinat punt d'interès o, simplement, ambienten i enriqueixen un programa.
- Tascons: Són muntatges sonors curts (trenta segons com a mitjana), dramatitzats o no, que s'utilitzen com a promoció (serveixen per fer publicitat, per anunciar. També reben el nom de jingles) o com a contingut (hi ha qui les anomena píndoles… S'usen senzillament per adornar o per donar major agilitat als programes).
- Microespais: Espais independents, amb la seva pròpia estructura i continguts, que s'integren dins d'un programa.
- Cortineta: Ràfega de separació (habitualment entre seccions), gairebé sempre pregrabada amb antelació a l'emissió del programa.
- Cops: Efectes musicals dramàtics que subratllen i accentuen un moment, una situació, un personatge, un titular, etc. Als programes informatius se'ls anomena punts; de fet, és amb freqüència aquesta funció la qual compleixen en el desenvolupament de l'emissió.

## Tipus de guions radiofònics[3]
- Guions literaris: són aquells guions que donen una importància fonamental al text que han de llegir els locutors. Exclouen les acotacions tècniques referents a la planificació, figures de montatge, etc. En els guions literaris només s'hi senyala, normalment en majúscules, el moment i lloc on apareixen les pistes musicals. En el guió també s'hi inclouen aportacions per als locutors.
- Guions tècnics: en aquest tipus de guions imperen les indicacions tècniques. El text verbal apareix a mitges i, a vegades, ni apareix. El contingut que han d'expressar els locutors s'indica a partir de ítems, com si fos una pauta. És el tipus de guió radiofònic més utilitzat en l'actualitat a la ràdio, sobretot en programes informatius i magazines.
- Guions tècnico-literaris: Són els guions que contenen tota la informació possible, aporten les característiques que es troben als guions tècnics i als guions literaris.

## Guió i formats de programació

### Ràdio-fórmula musical
És la repetició sistemàtica i adequada de les produccions musicals. Des del punt de vista del guionista i de la planificació del programa, la clau de la ràdio–fórmula és la repetició. Com a guionista, el presentador de ràdio–fórmules musicals ha de cenyir-se a buscar les majors combinacions possibles dels discos inclosos en la llista, d'acord amb el criteri de programació establert per a cada hora (notes radials). La resta consistirà, simplement, a aportar una lleugera dosi de creativitat per a la presentació dels temes.

### Programació convencional
En l'aspecte estructural, la ràdio convencional es caracteritza per l'existència de varietat de gèneres programàtics, amb una gran diversitat de continguts, de diferent tractament i durada; i la diversificació d'objectius (coneguts com a targets). Qualsevol format de guió pot ser vàlid, depenent del programa o de la secció concreta que es tracti. A la programació convencional l'estructura del rellotge (hot clock) és substituïda per la pauta de programes, que és la columna vertebral on s'integren tots els programes del dia. Per al programador i el guionista la pauta de programació és la primera referència, a simple vista, de les característiques més elementals dels programes: duració, hora d'emissió, etc.

### Ràdio temàtica
Aquest tipus de guió de ràdio pot adherir-se indistintament als dos tipus de fórmula segons li convingui.